# Haluzice (Nové Mesto nad Váhom)
Haluzice je naseljeno mjesto u okrugu Nové Mesto nad Váhom u  Trenčínskom kraju u Slovačkoj.

## Stanovništvo
| Godina:     | 1993. | 2003.    | 2013.   | 2023.    |
| ----------- | ----- | -------- | ------- | -------- |
| Broj ljudi: | 77    | 57       | 62      | 95       |
| Razlika:    |       | -25,97 % | +8,77 % | +53,22 % |

| Godina:     | 2022. | 2023.    |
| ----------- | ----- | -------- |
| Broj ljudi: | 81    | 95       |
| Razlika:    |       | +17,28 % |

Prema podacima o broju stanovnika iz 2023. godine naselje je imalo 95 stanovnika.

## Vanjske poveznice
|  | Zajednički poslužitelj ima još gradiva o temi Haluzice (Nové Mesto nad Váhom) |

- Službena stranica naselja (sl.)